# Haus Morp

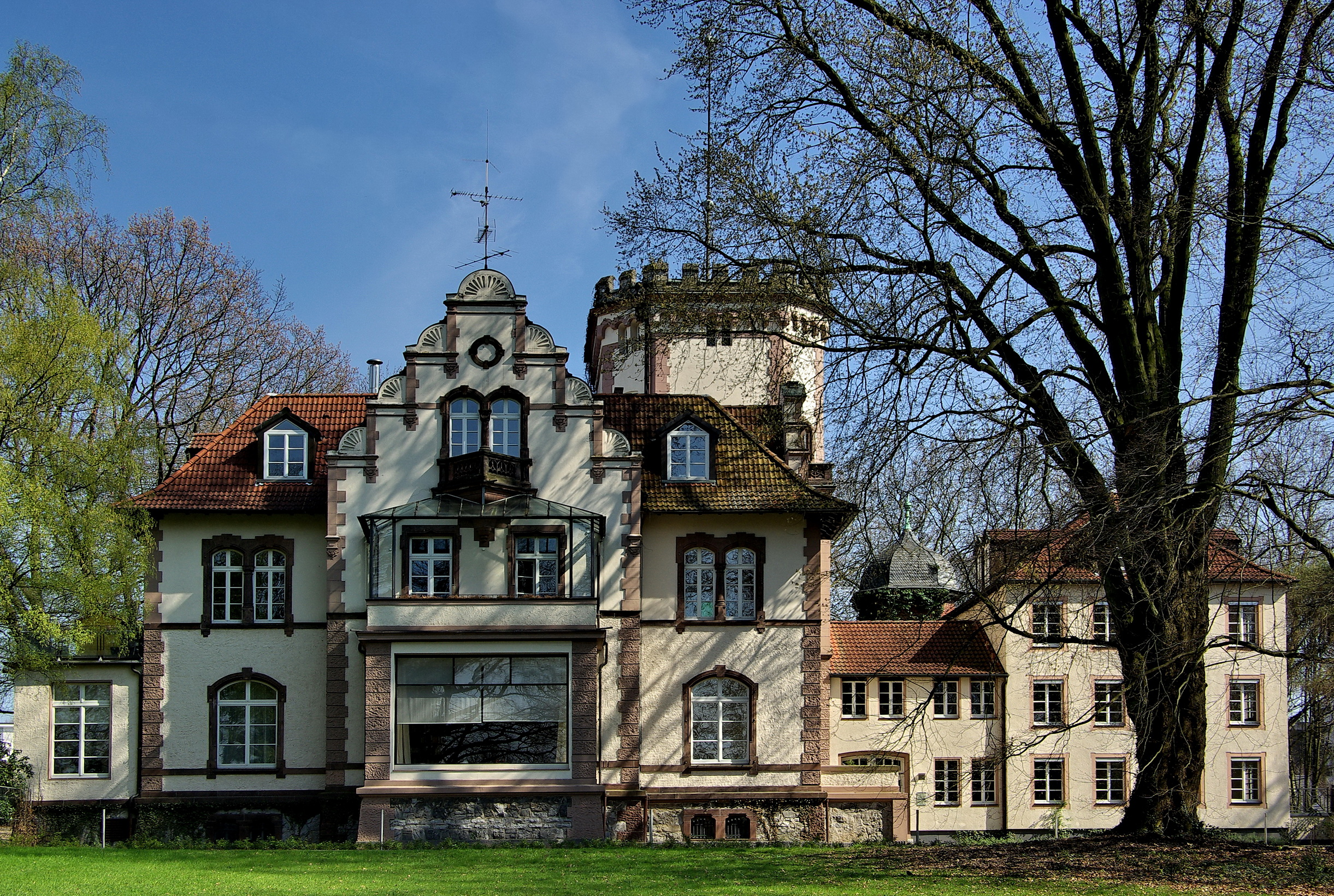
Villa Grillo (Forsthaus Morp)

Haus Morp ist eine Bezeichnung, die für mehrere Gebäude in Erkrath – zu dem seit 1929 Morp gehört – benutzt wird. Wenn, dann sollte die Bezeichnung Haus Morp für das Rittergut Morp benutzt werden. In Morp sind große Teile Landschafts- und Naturschutzgebiet. Die Düsseldorfer Straße durchquert dieses Gebiet in der West-Ost-Achse, der Mauspfad, ein Handelspfad, der schon seit vorchristlicher Zeit existiert, in der Nord-Süd-Achse. Nördlich ist es durch die Gleise der Rheinischen Eisenbahn begrenzt, südlich durch die der Bergisch-Märkischen Eisenbahn.

## Bauten

### Rittergut Morp
Ein Bodendenkmal Erkraths ist der Standpunkt, auf dem sich eine Motte befunden haben soll; typische Zeit wäre um 900 n. Chr. gewesen. Dies passt zu der Geschichte des Mauspfades, der eben genau an dieser Stelle vorbeiführte. Die Vergangenheit des Gebäudes lässt sich zurück bis in das 12. Jahrhundert verfolgen. Die erste Erwähnung findet das Haus 1144 in einer Urkunde. Dort mit dem Namen Morafa, was etwa Moorwasser oder fließendes Wasser bedeutet. Die Endung -afa steht für Gewässer, ehemals war Haus Morp eine Wasserburg an der Düssel.
Zwischenzeitlich war Haus Morp im Besitz des Stifts Vilich (1144), Gertruds von Gerresheim (1282), des Ritters Herrmann von Winkelhausen (1410), der Grafen von Hatzfeld zu Weisweiler (1703, neben Schloss Kalkum).

### Haus Morp

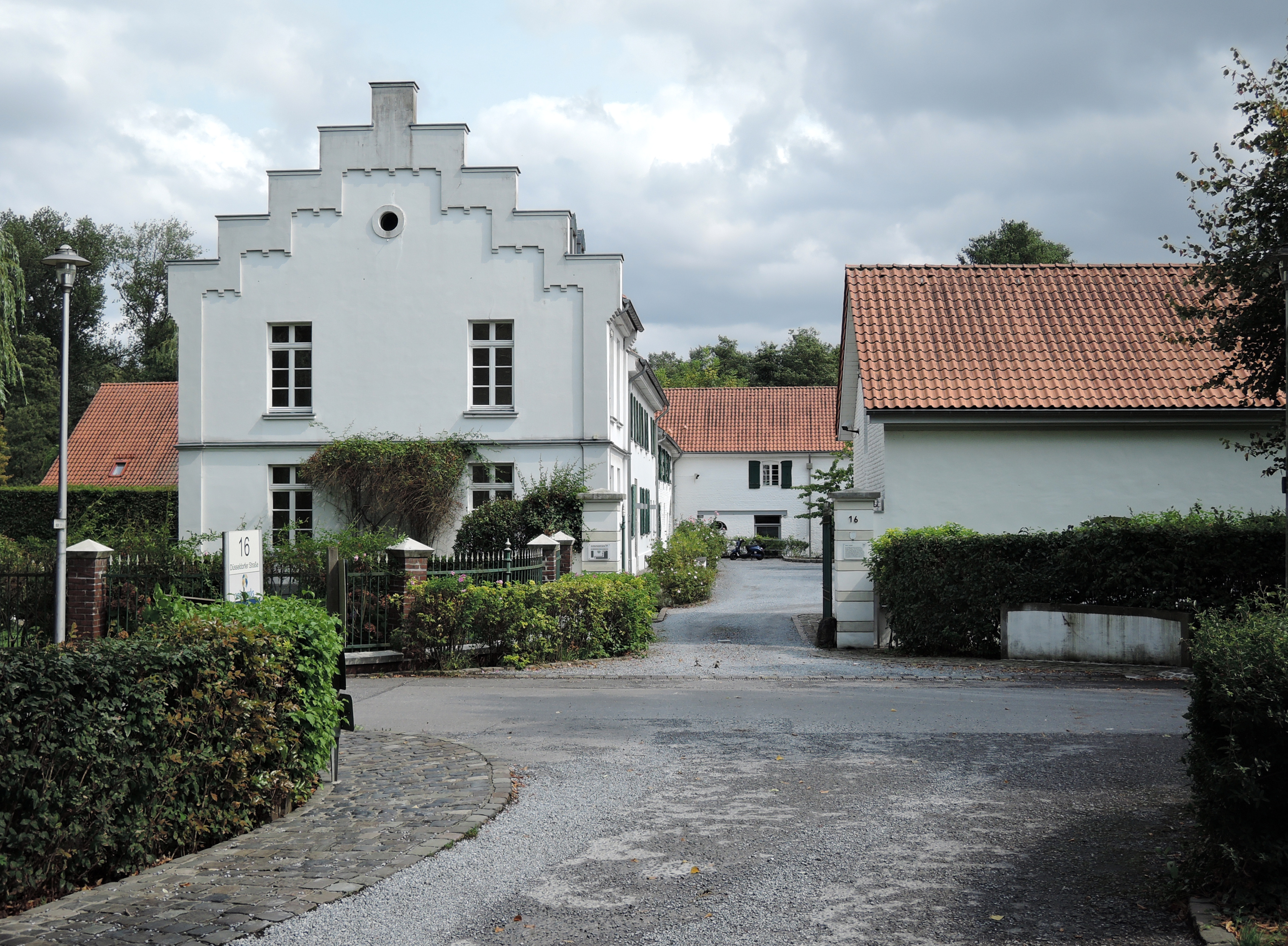
Zufahrt zum Rittergut und Bauernhof

Das Haus Morp ist ein in Erkrath gelegenes, unter Denkmalschutz stehendes Herrenhaus mit angrenzendem Park (zur Villa Grillo) und einer Hofanlage (ehemaliges Nonnenstift, Rittergut und Bauernhof und nun gewerblich genutzt). Von 1956 bis 1993 betrieb hier die Familie Waden Vieh- und Landwirtschaft. Im Jahr 1991 erwarb Dieter Kotulla das Anwesen von den Grilloschen Erben. Der geschlossene Hof der Anlage dient nach umfangreichen Renovierungen als Atelier. Angrenzend sind einige Parkplätze.

### Villa Grillo
1880 kaufte der Industrielle Wilhelm Grillo, der 1889 verstarb, weite Teile von Morp auf; dazu gehört auch die Dammer Mühle. Sein Sohn Friedrich Grillo legte um 1897 die Parkanlage an, erbaute dann die Villa Grillo, auch Forsthaus Morp genannt. Nach den Plänen der Parkanlage sollte die Villa an einem anderen Ort stehen, was impliziert, dass die Pläne der Parkanlage älter sind als die der Villa.
Die Rheinbahn nutzte die Villa Grillo ab 1942. Im September jenes Jahres wurde dort ein Erholungsheim für Kinder von Rheinbahnern eingerichtet. Beim Bombenangriff vom 22. August 1943 wurde unter anderem das Rheinbahnkinderheim Villa Grillo getroffen.
Die Villa wurde dann wieder am 15. September 1946 Erholungsheim für Rheinbahner. Am 25. trafen die ersten zehn Erholungssuchenden ein, am 28. war Einweihungsfeier.

### Villa Hecker
In die Villa Hecker, heute Villa Morp genannt, zogen 1930 die Franziskanerinnen von der Heiligen Familie (Kloster Helgoland) ein. Im Zweiten Weltkrieg diente sie vorübergehend als Spital für Verwundete. 1957 verließen die Nonnen das Gebäude, und es wurde an die Gerresheimer Glashütte verkauft, die dort ein Junggesellenwohnheim eingerichtet haben soll.
Die Villa diente in den 1970er Jahren als Jugendzentrum der Stadt Erkrath.
Südlich, an der Düssel gelegen, befand sich die Morper Mühle, welche 1905 abgebrannt und nicht wieder aufgebaut worden war.

### Villa Sack
Westlich von der Villa Hecker befindet sich die Villa Sack, welche auch den Titel Haus Morp getragen hatte. Zwischen diesen beiden Grundstücken befindet sich das japanische Generalkonsulat, in diesem Bereich hat sich einmal der Morper Hof befunden.